# Protanilla lini
Protanilla lini (лат.) — вид муравьёв рода Protanilla из подсемейства Leptanillinae (Formicidae). Эндемик Тайваня. Мелкие желтовато-коричневые муравьи длиной около 3 мм.

## Этимология
Назван в честь тайваньского мирмеколога Чун-Чи Лина (Dr. Chung-Chi Lin, Department of Biology, National Changhua University of Education, Чжанхуа, Тайвань), собравшего типовую серию в 1995 году.

## Описание
Мелкие муравьи длиной около 3 мм. Голова длинная (в 1,26 длиннее своей ширины), гладкая и блестящая. Основная окраска тела желтовато-коричневая, ноги желтоватые. Петиоль и постпетиоль дорсально округлые. Жвалы с 10 колышковидными зубчиками; латеровенральный зубец жвал отсутствует. Усики 12-члениковые, усиковые валики отсутствуют, место прикрепления антенн открытое.
Нижнечелюстные щупики 4-члениковые, нижнегубные щупики состоят из 2 сегментов (формула 4,2), что было впервые показано с помощью микрокомпьютерной томографии (Richter et al. 2021), в то время как у самцов эта формула отличается и равна 4,1 (Griebenow, 2020).

## Таксономия
Вид был впервые описан в 2009 году японским мирмекологом Мамору Тераямой по типовым материалам рабочей касты из Тайваня. Самцы были описаны в 2020 году. В ревизии 2024 года вид Protanilla lini вместе с P. wallacei, P. flamma и P. beijingensis был включён в видовой комплекс Protanilla lini из видовой группы Protanilla rafflesi.

## Распространение и экология
Восточная Азия: остров Тайвань (Fusan, Taipei Pref.).